# Gordonibacter faecis
Gordonibacter faecis es una bacteria grampositiva del género Gordonibacter. Fue descrita en el año 2024. Su etimología hace referencia a heces. Es anaerobia estricta y móvil. Tiene un tamaño de 0,6-0,7 μm de ancho por 1,1-1,9 μm de largo. Catalasa positiva y oxidasa negativa. Forma colonias de color beige, semitraslúcidas y convexas en agar GAM tras 3 días de incubación. Temperatura de crecimiento entre 15-37 °C, óptima de 37 °C. Tiene un contenido de G+C de 59,9%. Se ha aislado de heces humanas en Corea del Sur. 